# Friedrich Brenner (Bildhauer)
Friedrich Brenner (* 15. Oktober 1939 in Augsburg) ist ein deutscher Bildhauer, Medailleur und Münzgestalter.

## Leben

Die von Brenner entworfene, ab 2009 ausgegebene 2-Euro-Kursmünze mit der nationalen Seite der Ludwigskirche in Saarbrücken

Friedrich Brenner studierte in den Jahren 1960 bis 1965 Bildhauerei an der Akademie der Bildenden Künste München bei Josef Henselmann und belegte, zeitweilig parallel, von 1964 bis 1966 Kurse in Münz- und Medaillengestaltung bei Karl Roth. Nach dem Tod seines Lehrers 1967 übernahm ab 1968 bis 1971 selbst den Lehrauftrag für Prägemünzschnitt an der Münchener Kunstakademie.
Zudem war Brenner von 1970 bis 1980 in einem Augsburger Architekturbüro tätig. Ab 1980 arbeitete er als freischaffender Bildhauer. Seit seiner Mitgliedschaft im Künstlerkreis der Medailleure München beschäftigte er sich ab 1988 intensiv mit den Medaillengestaltung.
Seit der internationalen Medaillen-Ausstellung der Fédération internationale de la médaille d’art (FIDEM) 1985 in Stockholm beschickte der Künstler die FIDEM regelmäßig mit eigenen Werken. Brenner lebte und arbeitete zeitweilig in Anhausen, 2014 in Diedorf.

## Werke (Auswahl)

### Münzen
- 2008: 2-Euro-Kursmünze mit der nationalen Seite der Ludwigskirche in Saarbrücken, ausgegeben ab dem 6. Februar 2009[4]
- 2011: 10-Euro-Gedenkmünze 500 Jahre Till Eulenspiegel[5]
- 2014: 100-Euro-Goldmünze „UNESCO Welterbe – Oberes Mittelrheintal“, nach einem Entwurf von Brenner durch die Deutsche Bundesbank herausgegeben und durch die fünf staatlichen Münzprägeanstalten geprägt, Ausgabe angekündigt zum Oktober 2015[3]

### Schriften
- Friedrich Brenner, Mechthild Müller-Hennig: Natur – Zufall – Kunst. Die Natur im Medaillenwerk von Friedrich Brenner (= Die Kunstmedaille in Deutschland, Bd. 29), mit einer Vorrede von Dietrich O. A. Klose und einem vollständigen Werkverzeichnis Brenners, München: Staatliche Münzsammlung München, 2014, ISBN 978-3-922840-32-9; Inhaltsverzeichnis und Angaben aus der Verlagsmeldung

## Auszeichnungen
- 2021: Hilde-Broër-Preis der Deutschen Gesellschaft für Medaillenkunst für sein bisheriges Lebenswerk auf dem Gebiet des Medaillenschaffens[6][7]
- 2022: Bundesverdienstkreuz am Bande

## Medienecho
- Dietrich O. A. Klose: Erfolg / Der Bundesadler in neuer Ausführung / Friedrich Brenner aus Diedorf gestaltet neue 100-Euro-Goldmünze, in: Augsburger Allgemeine vom 16. Juli 2014